# Platamops decoratus
Platamops decoratus es una especie de coleóptero de la familia Silvanidae.

## Distribución geográfica
Habita en Colombia y Brasil.